# Кохна-Катаган
39°02′31″ пн. ш. 65°27′32″ сх. д. / 39.04194° пн. ш. 65.45889° сх. д.
Кохна-Катаган (узб. Koʻhna Qatagʻon, Кўҳна Қатаған) — міське селище в Узбекистані, в Касбинському районі Кашкадар'їнської області.
Статус міського селища з 2009 року.